# Hambletonia marticephala
Hambletonia marticephala är en stekelart som beskrevs av Sharkov och Woolley 1997. Hambletonia marticephala ingår i släktet Hambletonia och familjen sköldlussteklar. Inga underarter finns listade i Catalogue of Life.